# Carole Quinton
Carole Louise Quinton, född 11 juli 1936 i Rugby, är en före detta brittisk friidrottare.
Quinton blev olympisk silvermedaljör på 80 meter häck vid sommarspelen 1960 i Rom.